# Here's to New Dreams
Here's to New Dreams (tạm dịch: Từ đây tới những giấc mơ mới) là album đầu tay của ca sĩ Hoa Kỳ Raven-Symoné. Album được đánh giá không khả quan và không được quảng bá rộng rãi nên số lượng tiêu thụ rất ít. Album được phát hành vào ngày 22 tháng 6 năm 1993.

## Thông tin bên lề
Raven ký hợp đồng với hãng thu âm MCA Records khi mới 5 tuổi, giúp cô trở thành nghệ sĩ trẻ tuổi nhất từng ký hợp đồng với hãng thu này. Nhưng cho đến khi 7 tuổi, cô mới cho ra album của mình. Album nay đã bán ra 73,000 bản. Theo lời cảm ơn của cô trên album, cô đã ký hợp đồng với hãng MCA bởi Wendy Credle.

## Danh sách ca khúc
1. "That's What Little Girls Are Made Of" (có sự tham gia của Missy Elliott) (Chad "Dr. Seuss" Elliott, Melissa Elliott)– 3:22
2. "First Day of School" (RNS, S.D. Franklin)– 3:29
3. "Hip Hop Teddybear" (Craig Jones, Kenny "K-Smoove" Kornegay) – 3:56
4. "Raven Is the Flavor" (Bradley Young, Dow Brain, Peter Bazile, S.D. Franklin) – 3:46
5. "Ooh Boy" (Christopher B. Pearman, Lafayette Summers) – 5:07
6. "Fun Tonight" (Bradley Young, Dow Brain, Marie Wright, Peter Bazile) – 4:06
7. "Betcha' Didn't Know" (Bradley Young, Dow Brain, Marie Wright, Peter Bazile) – 4:10
8. "Raven's Lullaby " (Alim Muhammed, Christopher B. Pearman) – 4:08
9. "Here's to New Dreams" (Christopher B. Pearman, Lafayette Summers) – 4:10
10. "That's What Little Girls Are Made Of (Dub Mix)" (Chad "Dr. Seuss" Elliott, Melissa Elliott) – 3:20

## Đĩa đơn
Ca khúc "That's What Little Girls Are Made Of" chính là đĩa đơn đầu tiên của album được viết/sản xuất và xuất hiện trong ca khúc là Melissa Elliott, hay nay được biết đến là rapper nổi tiếng Missy Elliott. "Raven Is the Flavor" sau đó là đĩa đơn thứ hai trích từ album này.

### Danh sách ca khúc
CD
1. "Raven Is the Flavor" (Main Mix)
2. "Raven Is the Flavor" (Bản gốc)

Đĩa than, 12", promo
Mặt A:
1. "Raven Is the Flavor" (Main Mix)
2. "Raven Is the Flavor" (Bản gốc)

Mặt B:
1. "Raven Is the Flavor" (Main Mix)
2. "Raven Is the Flavor" (Bản gốc)

- Lưu ý: Hai mặt A & B đều có chung 2 bài hát.

### Xếp hạng
| Bảng xếp hạng                          | Vị trí |
| -------------------------------------- | ------ |
| ARIA Charts                            | 67     |
| Media Control Charts                   | 98     |
| Japan Oricon International Album Chart | 123    |